# 熊本県民テレビ
株式会社熊本県民テレビ（くまもとけんみんテレビ、英: Kumamoto Kenmin Televisions Co., Ltd.）は、熊本県全域を放送対象地域とし、テレビジョン放送事業を行っている特定地上基幹放送事業者。略称はKKT、通称は熊本をひらがな表記にしたくまもと県民テレビ。
コールサインはJOQI-DTV。日本テレビ系列に属しており、九州地方の同系列のフルネット局としては1969年（昭和44年）に開局した福岡放送に続く、2局目である。

## 概要
1982年（昭和57年）4月1日に開局した、熊本県内では熊本放送（RKKテレビ）、テレビ熊本（TKU）に次ぐ3番目の民間放送局。また、日本テレビ系列局としては昭和年代最後の開局となった。
開局時にテレビ熊本からNNN加盟を引き継ぎ、番組も熊本放送とテレビ熊本からそれぞれほぼ同数移行された。開局当初からフルネット局であったが、当時熊本朝日放送（KAB）が未開局であったため、テレビ朝日系列の番組も熊本放送やテレビ熊本と比べると数は少ないが放送されていた（例：『名奉行 遠山の金さん』シリーズ）。
マスコットキャラクターとして、ケイティ（K・ケイティ）を採用している。2022年（令和4年）4月現在のキャッチコピーは「イケイケイケイティー!」。
送信所・中継局の大半は、後発局の熊本朝日放送と共同で使用している。
主な受賞歴に『現場発 大きくなった赤ちゃん～ゆりかご15年～』が2022年日本民間放送連盟賞テレビ教養番組部門優秀賞受賞とテレビ番組部門グランプリ候補作品となった。
2021年（令和3年）の年間視聴率で個人全体視聴率、世帯視聴率とも三冠王になった。特に世帯視聴率は12年連続となった。
2022年（令和4年）の年度視聴率でも個人全体視聴率、世帯視聴率とも三冠王になった。特に世帯視聴率は15年連続となった。
2023年（令和5年）の年間視聴率、年度視聴率でも個人全体視聴率、コアターゲットとも3年連続の三冠王になった。

## 本社・支社
本社・演奏所
- 熊本市中央区大江2丁目1番10号（〒862-8504）

支社
- 東京支社：東京都港区東新橋1丁目6番1号 日本テレビタワー21階[12]
  - 以前は、東京都中央区銀座1丁目5番8号 Ginza Willow AvenueBLDG4階に設置していた。
- 大阪支社：大阪市北区堂島2丁目1番31号 京阪堂島ビル5階
- 福岡支社：福岡市中央区赤坂1丁目16番5号 読売九州ビル9階

### 新社屋について

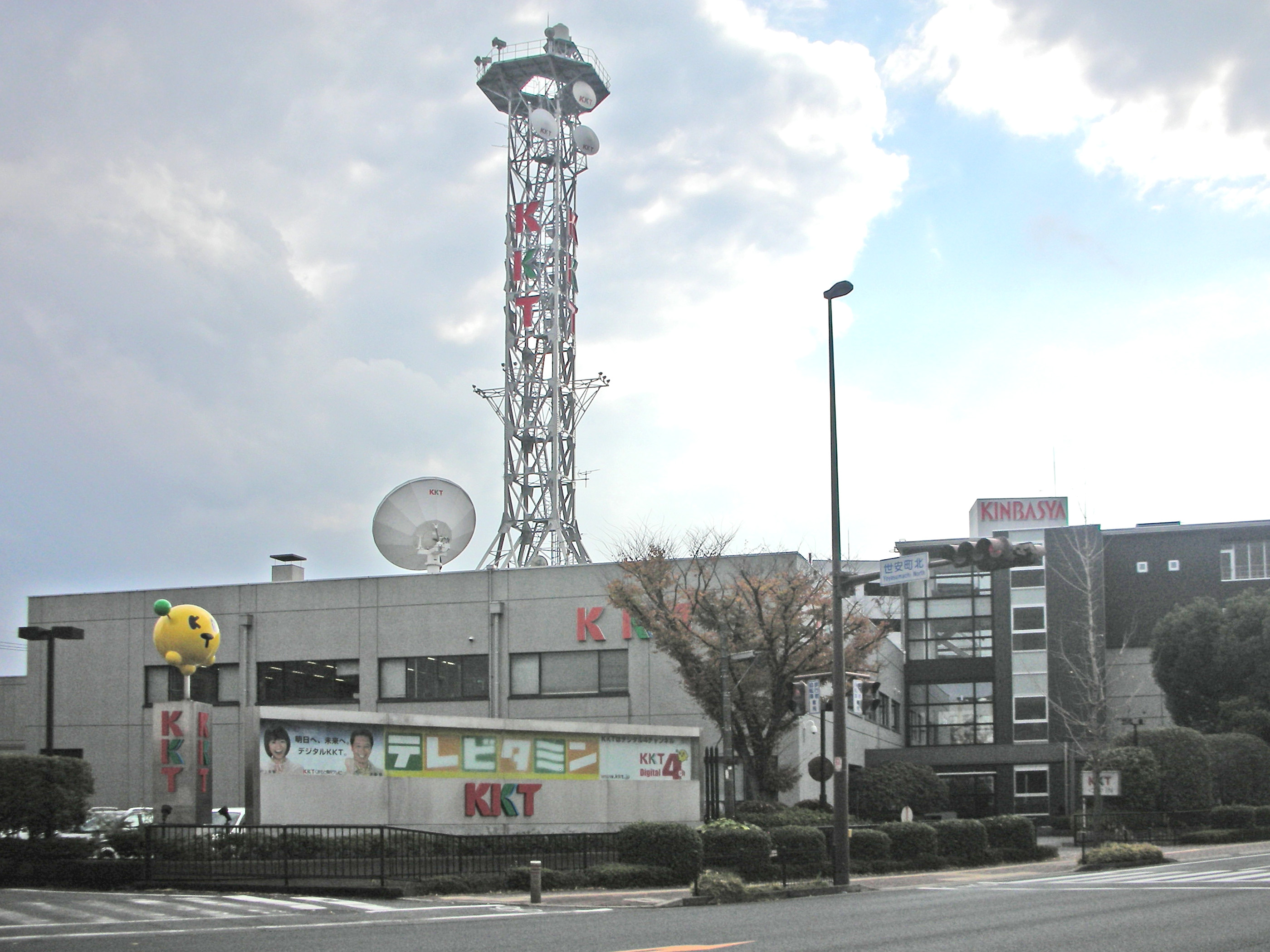
くまもと県民テレビ 旧社屋
(2009年12月)

1982年（昭和57年）4月1日の開局以来、本社は熊本市中央区世安町7番地にあったが、築35年を経て社屋の老朽化が進んでいたため、2017年（平成29年）夏の開局35周年に合わせ、同年7月24日に本社を同区大江二丁目に移転した。
新社屋は、鉄筋コンクリート造地上3階建て（塔屋部分1階）で、延べ床面積が5,795 m2。別館が385 m2。総工費は約60億円で、設計は三菱地所設計、施工は大成建設。
本社移転に先駆け、同年1月よりCIを導入し、ロゴタイプを「kkt!」に変更した。なお、着工前に同社のウェブサイトで完成予定図が公開されていた際は、新ロゴ作成がまだ予定されていなかった事もあり、完成予定図の外観には旧ロゴが掲げられていた。
旧社屋はその後売却・解体され、現在はカーディーラー「レクサス熊本南」になっている。

## 沿革

旧ロゴ（1982年 - 2016年）

1978年12月15日に熊本県への民放第3局のチャンネル割り当てが決定し、1979年3月までに40社の免許申請があった。1979年2月より一本化調整を開始、既存局がTBS系列（RKK熊本放送）およびフジテレビ系列（TKUテレビ熊本）中心のテレビ局であったため、実質的には日本テレビとテレビ朝日間での主導権争いとなった。当初の熊本県の基本方針として「地元資本中心」「日本テレビとテレビ朝日で番組・持株比率が均等なクロスネット局として開局すること」が掲げられたが、その後の進展は見られなかった。1981年3月24日、日本テレビ・フジテレビ・テレビ朝日の3社の会談により、熊本県の第3局が日本テレビ系列局（KKT熊本県民テレビ）、鹿児島県の第3局がテレビ朝日系列局（KKB鹿児島放送、1982年10月開局）とすることと、熊本県の第4局（テレビ朝日系列局）の早期開局に含みを持たせることが決定された。なお、熊本県第4局となるKAB熊本朝日放送はKKT開局から7年半後の1989年10月に開局した。
- 1978年（昭和53年）12月15日 - 熊本県へ民放第3局のチャンネル割り当てが決定される。
- 1981年（昭和56年）
  - 3月24日 - 日本テレビ・フジテレビ・テレビ朝日の3社により熊本県の民放第3局を日本テレビ系列局とすることが決定される。
  - 11月26日 - 「株式会社 熊本県民テレビ」設立。
- 1982年（昭和57年）
  - 3月27日 - 正午にサービス放送開始[18]。期間中は6時から24時までの放送。同時に、熊本県内で最初に音声多重放送も開始する。この時、公式社歌「きょう熱くライブ」（作詞・望田市郎、作曲・坂田晃一、歌・三井誠）と最先端のCGを取り入れたCVC（コーポレーティッドビデオクリップ）を初公開。
  - 3月29日 - 『ズームイン!!朝!』[19]および『11PM』の放送開始。前者は事実上の初ネット（開局当日には熊本からの中継もあった）、後者は前年末にテレビ熊本（TKU）でネットが打ち切られて以来3か月ぶりのネット再開であった。
  - 4月1日 - 熊本県3番目（全国で98番目）の民間テレビ局として開局（コールサイン：JOQI-TV）。同時開局した中継局は、高森（後の南阿蘇局）・人吉・河浦・牛深・水俣の5局。本来は阿蘇・阿蘇北・小国・矢部中継局も同時開局の予定だったが、1か月延期された。当時の本社は、熊本市手取本町（現在の熊本市中央区手取本町）8-1の仮事務所（現在は鶴屋百貨店東館が立地）[20]。但し、番組送出・制作の為のスタジオや設備は外装などを工事中の本社屋に設置して開局に間に合わせた。（当時の県内ローカル「KKTニュース」で公開。）
  - 7月頃 - 熊本市世安町（現在の熊本市中央区世安町）の社屋が完成。
- 1992年（平成4年）熊本放送と共同で「こちらRKKT」を2局同時放送。
- 1997年（平成9年）3月31日 - 熊本初の夕方ワイド情報番組『本橋馨の情報わいど　テレビタミン』放送開始。
- 2000年（平成12年）10月 - NNN24のサイマル放送による終夜放送を開始（日曜深夜～月曜早朝を除く）。
- 2005年（平成17年）1月 - 『テレビタミン』でやらせが発覚。3月に総務省から厳重注意を受ける。
- 2006年（平成18年）
  - 1月 - 終夜放送を金曜・土曜のみに縮小。
  - 2月27日 - 地上デジタル放送対応のマスター（主調整室）に更新（NEC製）。
  - 11月1日 - 地上波デジタル放送試験放送開始。
  - 12月1日 - 地上波デジタル放送本放送開始（コールサイン：JOQI-DTV）。
- 2009年（平成21年）10月 - 終夜放送を全曜日に拡大。
- 2011年（平成23年）7月24日 - 地上アナログ放送終了、デジタル放送に完全移行。
- 2012年（平成24年）4月1日 - 開局30周年を迎えた。
- 2016年（平成28年）11月14日 - 熊本市中央区大江二丁目の新社屋が竣工[21]。
- 2017年（平成29年）
  - 1月1日 - CI導入により、ロゴを「kkt!」に変更。同時にコーポレートカラー（水色と黄色）を制定。更に和文ロゴも一新した[22][23]。
  - 3月10日 - 放送倫理・番組向上機構（BPO）の放送人権委員会は、KKTが2015年11月に放送した、地方公務員が準強制わいせつ容疑で逮捕されたニュースについて、放送倫理上問題があるという「見解」を公表した。KKTは「決定を真摯に受け止め、指摘を受けた内容を今後の放送に活かします」とコメントした。
  - 4月3日 - 経理業務を受託する子会社である株式会社KKTビジネスアソシエイトを設立した。業務開始は2017年7月から。
  - 7月24日 - 本社を熊本市中央区大江に移転。移転後は熊本東郵便局の集配エリアであるため、郵便番号は「862-8504」（事業所に付与された個別郵便番号）に変更している。
  - 8月14日 - 新聞のラテ欄の表記が現ロゴに変更される。
- 2018年（平成30年）4月16日 - 臨時取締役会に於いて、前社長の梅原幹が社内でのセクハラ行為を含む複数のハラスメント行為を理由として、梅原を社長職から事実上解任して平取締役に降格させる人事が決定した。なお、ハラスメントの詳細についてはプライバシーを理由として公表しておらず、公式サイト上でも前社長退任に関する発表は行われていない[24]。報道では「解任」以外にも「退任[25]」や「解職[26]」等の表現を用いている場合がある。後任の社長は会長の片岡朋章が代行する。
- 2019年（令和元年）6月13日 - 誤った決算報告をしていたとして、熊本国税局から重加算税を含む約2800万円が追徴課税されたと発表した。2015 - 17年度の売り上げについて、計上すべき年度ではなく、前の年や次の年に計上するなど事実とは異なる決算報告していた。同社は「企業会計原則の解釈に錯誤があった」と説明。「決算を良く見せようという意図はなかった」「再発防止に努め、体制を一新して出直します」とコメントした[27]。
- 2020年（令和2年）4月1日 - 不適切な会計処理に加担させられるなどして精神疾患を発症したとして、元経理部長の男性がKKTや当時の社長らに損害賠償を求めて東京地裁に提訴した。KKTは「原告の訴えには理由が無く、全面的に争う。当社の主張は裁判の中で明らかにしていく」とコメントした[28]。
- 2022年（令和4年）
  - 4月1日 - 開局40周年。
  - 5月12日 - 元経理部長の男性がKKTと当時の社長らに損害賠償を求めた訴訟の判決で東京地裁は請求を棄却した。判決によると「経営陣が違法な会計処理だと認識していたと認められない」と判断した。KKTは2017年度に赤字決算が見込まれたため、前年度のイベントのCM収入の一部を先送りして計上し、新社屋移転に伴う備品などの費用を前年度に前倒しした。なお、元経理部長は「KKTは襟を正してもらいたい」として東京高裁に控訴した[29]。

## ネットワークの移り変わり
- 1982年4月1日 日本テレビ系列局として開局した。熊本県内の放送局に於いては、初めてのフルネット局となった。
  - 移行された番組の割合は、熊本放送（RKK）：テレビ熊本（TKU）。情報・報道番組はTKUから『NNNきょうの出来事』を引き継ぎ、それ以外は新規ネット開始である。

## ケーブルテレビ再送信局
熊本県民テレビの区域外再放送を実施したことがあるケーブルテレビは以下の通り。
※太字は、2011年7月24日正午以降も区域外再放送が実施されている局
- 長崎県
  - 諫早ケーブルテレビジョン放送
  - 諌早市小長井地域有線テレビジョン

※いずれも系列局・長崎国際テレビの中継局があるのに再送信されていた。
- 宮崎県
  - ケーブルメディアワイワイ STB経由でデジタル波再送信
    - 美郷町ケーブルテレビジョン
    - 高千穂町光ケーブルネットワーク
    - ひのかげケーブルネットワーク

※上記3局については、ケーブルメディアワイワイによるサービス提供という形で区域外再放送が実施されている。
  - 諸塚村ケーブルテレビ（2023年5月1日開始）[30]

## 資本構成
企業・団体の名称、個人の肩書は当時のもの。出典：

### 2021年3月31日
| 資本金 | 発行済株式総数 | 株主数 |
| ------ | -------------- | ------ |
| 20億円 | 40,000株       | 29     |

| 株主                       | 株式数  | 比率   |
| -------------------------- | ------- | ------ |
| 日本テレビホールディングス | 8,010株 | 20.03% |
| 読売新聞グループ本社       | 7,960株 | 19.90% |
| 讀賣テレビ放送             | 6,660株 | 16.65% |
| 熊本日日新聞社             | 3,370株 | 08.42% |
| 肥後銀行                   | 1,550株 | 03.87% |
| 西日本新聞社               | 1,280株 | 03.20% |
| テレビ西日本               | 1,260株 | 03.15% |

## 主な番組

### 自社制作番組
- KKTニュース（土曜 17:20 - 17:30、日曜 17:25 - 17:30）
- news every.くまもと（月曜 - 金曜 18:15 - 19:00）
- 金チカっ!（金曜 15:50 - 16:45）
- Life+（月曜 - 金曜 11:25 - 11:30）
- 知って得する女性の健康（水曜 21:54 - 22:00）
- カジサックのじゃないと!（土曜 0:30 - 0:59（金曜深夜））
- KKTストレイトニュース（平日 11:30 - 11:55、土曜 11:25 - 11:35、日曜 11:30 - 11:40）
- サタココ（土曜 9:25 - 10:25、再放送：日曜 1:50 - 2:45（土曜深夜））
- 現場発!（不定期放送）
- KKT医療ナビ! Dr.テレビたん（毎月1回放送・土曜 15:30 - 16:00）
- KKT杯バンテリンレディスオープン（毎年4月[38]・最終日分は日本テレビ系列全国ネット）
- くりぃむしちゅーの熊本どぎゃん!?（毎週放送・金曜 19:00 - 20:00、再放送：日曜 12:35 - 13:35）
- KICK OFF! KUMAMOTO（土曜 11:35 - 11:50[39]）

### 日本テレビ系列番組
太字は同時ネット。
- Oha!4 NEWS LIVE（月曜 - 金曜 4:30 - 5:50、日テレNEWS24（CS）制作）
- オードリーさん、ぜひ会ってほしい人がいるんです。（火曜 0:59 - 1:29（月曜深夜）、中京テレビ制作）
- Huluはじめました。（水曜 0:54 - 0:59（火曜深夜））
- ナンデモ特命係 発見らくちゃく!（水曜 0:59 - 1:29（火曜深夜）、福岡放送制作）
- 浜ちゃんが!（水曜 1:29 - 1:59（火曜深夜）、読売テレビ制作）
- 転生したらスライムだった件（金曜 0:59 - 1:29（木曜深夜）、BS11制作[40]）
- バズリズム02（土曜 0:59 - 1:56（金曜深夜））
- 東野・岡村の旅猿18（土曜 1:56 - 2:26（金曜深夜））
- それいけ!アンパンマン（土曜 5:30 - 5:59）
- 地元検証バラエティ 福岡くん。（土曜 14:05 - 15:00、福岡放送制作）
- 千鳥かまいたちアワー（土曜 23:30 - 23:55）
- 太田上田（日曜 0:55 - 1:20（土曜深夜）、中京テレビ制作）
- 24時間テレビチャリティーリポート（日曜 5:40 - 5:45）
- 所さんの目がテン!（日曜 7:00 - 7:30）
- ニノさん（日曜 10:25 - 11:25）[41]
- 上沼・高田のクギズケ!（日曜 11:40 - 12:35、読売テレビ・中京テレビ共同制作）
- そこまで言って委員会NP（日曜 13:30 - 15:00、読売テレビ制作）
- ダウンタウンのガキの使いやあらへんで!（日曜 23:25 - 23:55）

### テレビ東京系列番組
- THE フィッシング（火曜 1:29 - 1:59（月曜深夜）、テレビ大阪制作）
- チェンソーマン（金曜 1:29 - 1:59（木曜深夜））
- 男子ごはん（土曜 11:35 - 12:05）
- 所さんの学校では教えてくれないそこんトコロ!（土曜 16:00 - 16:55）
- 日経スペシャル カンブリア宮殿（日曜 16:30 - 17:25）

## 過去に放送した番組

### 自社制作番組
- NNNくまもとNOW
- KKTニュースダッシュ
- ニュースプラス1くまもと
- KKTニュースプラス1
- Newsリアルタイムくまもと（『テレビタミン』休止時の夕方ニュース）
- 発信!テレビタウン
- 熊本・元気モン（熊本県の広報番組）
- Happy Sunday ココSmile
- ROCKET-COMPLEX
- 週刊!生活快増倶楽部
- モッちゃんTV
- サウンドスクエア（1991年 - 1992年。MVを紹介する番組。VJは福山雅治）[42][43]
- てれビタevery.（1997年 - 2024年）
- もっこすキッチン

### テレビ東京系列
- 主治医が見つかる診療所（途中打ち切り、レギュラー放送第2期はRKKで放送）
- 手紙バラエティ 三丁目のポスト
- 愛の貧乏脱出大作戦
- 徳光和夫の情報スピリッツ
- 感涙!時空タイムス→発進!時空タイムス
- 和風総本家
- ファッション通信（日曜 22:30 - 23:00）[44]
- モーターランド
- えぐら開運堂
- 今夜もドル箱
- スレイヤーズ（第3期『TRY』のみ放映、第1期はKABで放送、第2、4期は県内では未ネット）
- ロスト・ユニバース→彼氏彼女の事情
- 東京ミュウミュウ（テレビ愛知制作、第26話で放映打ち切り、『にゅ〜♡』は県内未放送。）
- 超ロボット生命体 トランスフォーマー プライム（テレビ愛知制作）
- Get Ride! アムドライバー→甲虫王者ムシキング
- シンデレラ男
- サイコラッ!
- いきなり結婚生活
- 月10万円で豊かに暮らせる町&村
- 神経質バラエティー 心配さん
- 銀魂 (アニメ)（第99話で放映打ち切り）
- おもてなし音楽バラエティ むちゃ∞ブリ!
- みゅーじん
- スティッチ!（テレビ朝日版はKABにて放映）
- ドラマ24
  - ウォーキン☆バタフライ、メン☆ドル 〜イケメンアイドル〜、セレぶり3、湯けむりスナイパー、怨み屋本舗REBOOT、嬢王 Virgin、マジすか学園、トラブルマン、モテキ、嬢王3〜Special Edition〜、URAKARA、マジすか学園2、勇者ヨシヒコと魔王の城、ここが噂のエル・パラシオ、撮らないで下さい!!グラビアアイドル裏物語、クローバー、マジすか学園3、勇者ヨシヒコと悪霊の鍵、まほろ駅前番外地、みんな!エスパーだよ!、リミット、殺しの女王蜂、なぞの転校生、アオイホノオ、玉川区役所 OF THE DEAD、オー・マイ・ジャンプ! 〜少年ジャンプが地球を救う〜、忘却のサチコ
- さまぁ〜ZOO→東京都さまぁ〜ZOO
- くだまき八兵衛→くだまき八兵衛X→解禁!暴露ナイト
- 無限のリヴァイアス
- カリメロ（第2作）
- 元気爆発ガンバルガー
- 熱血最強ゴウザウラー
- ジャングルの王者ターちゃん♡
- 無責任艦長タイラー
- それゆけ!宇宙戦艦ヤマモト・ヨーコ
- きらきらアフロTM（途中打ち切り）

### その他
- ホレゆけ!スタア☆大作戦
- 方言彼女。→方言彼女。2（東名阪ネット6制作）
- ニュース女子
- 少年アシベ2(熊本放送では二期は未放送だった。)

### 熊本朝日放送開局まで
- 名奉行 遠山の金さん（第2部の途中まで）

### KKT開局初期の日本テレビの番組
⚫︎ここでは主に特筆するべき番組のみ記載。
- マイケル・ジャクソン JAPAN TOUR 1987

横浜アリーナでの日本公演を放送。

## 開局時の他局からの移行番組

### 熊本放送から
- ルックルックこんにちは（1982年2月26日に打ち切り以来、KKTサービス放送開始直前までの4週間、熊本では放送なし。）
- ごちそうさま（1982年3月29日のKKTサービス放送開始から）
- おしゃれ（1982年3月29日のKKTサービス放送開始から）
- 三枝の爆笑夫婦（1982年3月29日のKKTサービス放送開始から）
- 日テレ版水曜ロードショー（RKKでは『土曜ロードショー』として土曜深夜に5ヶ月遅れのものを放送）
- 水曜20時台枠（KKT開局時は『女かじき特急便』）
- カックラキン大放送!!
- 太陽にほえろ!
- 全日本プロレス中継
- テレビ三面記事 ウィークエンダー
- 土曜グランド劇場
- 日立ドキュメンタリー すばらしい世界旅行
- 日曜20時台枠（KKT開局時は『陽あたり良好!』の第3回から）
- 健康増進時代（日本医師会提供、のちのOh!診→からだ元気科枠）
- お笑いマンガ道場（中京テレビ制作）
- お笑いスター誕生!!
- それは秘密です!!
- ミユキ野球教室
- 驚異の世界・ノンフィクションアワー
- 全国高等学校サッカー選手権大会（熊本県大会に限り、1997年度から放送）

### テレビ熊本から
- NNNきょうの出来事
- NNNドキュメント
- 11PM（前年末に打ち切り以来、KKTサービス放送開始直前の1982年3月26日まで、熊本では放送なし。）
- 笑点
- TVジョッキー
- スター誕生!
- 知られざる世界
- 24時間テレビ 「愛は地球を救う」
- びっくり日本新記録（よみうりテレビ制作）
- 月曜スター劇場
- あすの世界と日本
- SHARP・世界のこれがNo'1
- 歌まね振りまねスターに挑戦!!

## アナウンサー

### 現在

#### 男性
- 2015年 清家康広（元・秋田放送）
- 2025年 飯田嘉太（元・石川テレビ放送）、溝江翔平（元・福島放送）

#### 女性
- 2011年 山本紗英子
- 2019年 永島由菜（アナウンサーとしては2020年 - 、入社後1年間は報道記者を務めていた[45]）
- 2021年 平井友莉（元・NHK広島放送局）
- 2022年 倉本彩
- 2025年 川又優（元・NHK大分放送局）

### 過去（異動・退社）
●は故人。

#### 男性
- 1982年
  - 小川真人（元鹿児島テレビ→テレビ埼玉。2024年3月までフリーの立場でKKTニュース等を担当）
- 1986年
  - 本橋馨（アナウンス部長、エグゼクティブ・アナウンサーを経て2023年2月28日定年退職。現在はフリーアナウンサー）
- 1989年
  - 佐藤良諭（退社後は地元の北海道に戻り、テレビ北海道を経て、現在は北海道テレビ放送アナウンサー）
- 1997年 
  - 上野聡行（元アナウンス部長）
- 1999年
  - 三宅宣行（2020年に総務部に異動後、2021年3月31日付で退職し、在熊他局の熊本放送に移籍）
- 2005年
  - 石田充（ - 2007年。退社後は地元の中国放送に移籍）
- 2008年
  - 八谷英樹（2015年に営業局事業部に異動後、同年5月に山口朝日放送に移籍）
- 2019年
  - 宮澤奎太（ - 2024年12月。退社後の2025年1月にBS10に移籍）
- 今市英俊
- 丸田輝久（TVQ九州放送を経て、現在はフリーランス）

#### 女性
- 1982年
  - 中村真弓（ - 1994年。初代アナウンサー）
  - 沼川浩子●（ - 1988年3月31日に退社する予定だったが、その3日前に実家の火災に巻き込まれ急死した。なお、死去のニュースは『ズームイン!!朝!』[46]のエンディングで報じられた）
- 1988年
  - 久保里美（ - 2004年[注釈 1] 。その後は、編成企画室（広報担当、2007年6月まで）→制作部（ディレクター）→報道局アナウンス部副部長職（2012年3月まで）→報道局アナウンス部部次長職（2013年2月まで）→事業局事業部部次長職参事補（2015年2月15日まで）→編成局編成業務部部次長職参事補（同年2月16日から）→編成局編成業務部部次長職を経て退社）
- 1989年
  - 島田啓子（ - 1992年。退社後は長崎国際テレビに移籍）
- 1993年 
  - 佐藤史依（ - 2008年4月[注釈 1]。同年5月に報道部に異動し、2024年7月からは同局アナウンス部長を務める）
- 1994年
  - 濱田香織（現在、フリーキャスターとして土・日曜のKKTニュースに出演している）
  - 村上美香（ - 2018年3月。退社後は「ヒトコト社」を設立し、同社の代表を務める）
- 1997年
  - 吉永真樹
- 1999年
  - 大平みな（大平プロダクション所属）
- 2005年
  - 浅井みどり（6月入社 - 2008年3月。現在は長野県で活躍）
- 2007年
  - 三浦千佳（12月入社 - 2010年9月。元福岡放送報道専属アナウンサー）
- 2008年
  - 畑中香保里（ - 2025年6月。現在は編成部所属）
- 2016年
  - 今崎宏美（ - 2017年3月。退社後はとちぎテレビ→山口朝日放送を経て、現在はオフィスキイワード所属。元NHK金沢放送局キャスター）
- 2017年
  - 井上千沙（12月入社 - 2021年12月。2022年4月に福島中央テレビに移籍。元NHK長野放送局キャスター）
- 2018年
  - 永田莉紗（ - 2022年3月。同年4月に鹿児島讀賣テレビに移籍。元NHK長崎放送局キャスター）
  - 八幡美咲（ - 2020年3月。退社後は広島ホームテレビを経て、2023年4月からセント・フォース所属）
- 2022年
  - 上山音（ - 2024年5月。同年8月にTVQ九州放送に移籍）
- 江崎裕子（元福岡放送でニュース専門の契約アナウンサー）
- 河合麗子（元日本道路交通情報センターキャスター、元琉球朝日放送アナウンサー）
- 杉山陽子
- 高橋久美子

## 歴代マスコットキャラクター
- 1982年（昭和57年）4月1日（開局） - 2001年（平成13年）9月30日：Kぞう君（メガネを付けてて、象の鼻から炎が出ると言う設定。）

※テレビタミンの「めくってはい＆ろー」のカードの図柄のひとつして使用されているため、2012年（平成24年）5月現在もその存在を確認できる。このコーナーでは、テレビたんのカードもあるため、新旧のキャラクターが共演している状態となっている。
- 2001年（平成13年）10月1日 - 2002年（平成14年）3月31日：なし
- 2002年（平成14年）4月1日 - 2022年（令和4年）3月31日：テレビたん（開局20周年を機に採用された）
- 2022年（令和4年）4月1日 - 現在採用中：ケイティ（K・ケイティ[47]）（ディー・エル・イー制作、開局40周年を機にマスコットキャラクターを変更）

## 関連施設
- KKT総合住宅展示場NEO（荒尾市本井手）
- KKT総合住宅展示場エコラス（熊本市南区島町）
- KKT合志総合住宅展示場アンビーハウジングパーク（合志市竹迫）